# Juan Moreira (película de 1948)
Juan Moreira es una película argentina en blanco y negro dirigida por Luis José Moglia Barth, con guion de Hugo Mac Dougall según la novela homónima de Eduardo Gutiérrez. Se estrenó el 11 de febrero de 1948 y sus protagonistas fueron Fernando Ochoa, Nedda Francy, Domingo Sapelli y Florén Delbene.

## Sinopsis
Episodios protagonizados por un gaucho perseguido.

## Reparto
- Fernando Ochoa
- Nedda Francy
- Domingo Sapelli
- Florén Delbene
- Enrique Zingoni
- Alfonso Pisano
- Dora Ferreiro
- Enrique Chaico
- Pascual Nacaratti
- Luis Zaballa
- Juan Sarcione
- Cayetano Biondo
- Marino Seré
- Ana Gryn
- Nathán Pinzón
- Alberto Dalbes
- Néstor Feria
- Pablo Cumo

## Comentarios
Manrupe y Portela escriben que es una “radial y declamatoria versión de un ritmo popular” y Calki opinó:”Una serie de episodios más efectistas que sinceros…nada más que un film de acción, con golpes de efectos y latiguillos propios en el diálogo… L. Moglia Barth, que supera sus trabajos anteriores en una realización correcta y sin brío.”}}